# 培僑小學
培僑小學（Pui Kiu Primary School），是政府津貼的全日制小學，位於香港東區小西灣，於2000年9月創校。佔地48,588平方呎（4,514平方米），全校學生約900人。培僑小學是人人學習及互相關懷的地方，「學習」及「關懷」就像空氣一樣，瀰漫在學校的每一個角落。我們擁有一個善於學習及不斷追求卓越的教師團隊，創校至今一共獲得九項「行政長官卓越教學獎」，獲獎教師累計共30人次，獲獎項目更涵蓋七個不同的範疇，包括藝術教育、體育、中文、英文、數學、課程領導、德育及公民教育。學校近年倡導素養教育，包括：STEAM素養、語文素養、自學素養及正向價值素養。

## 校舍

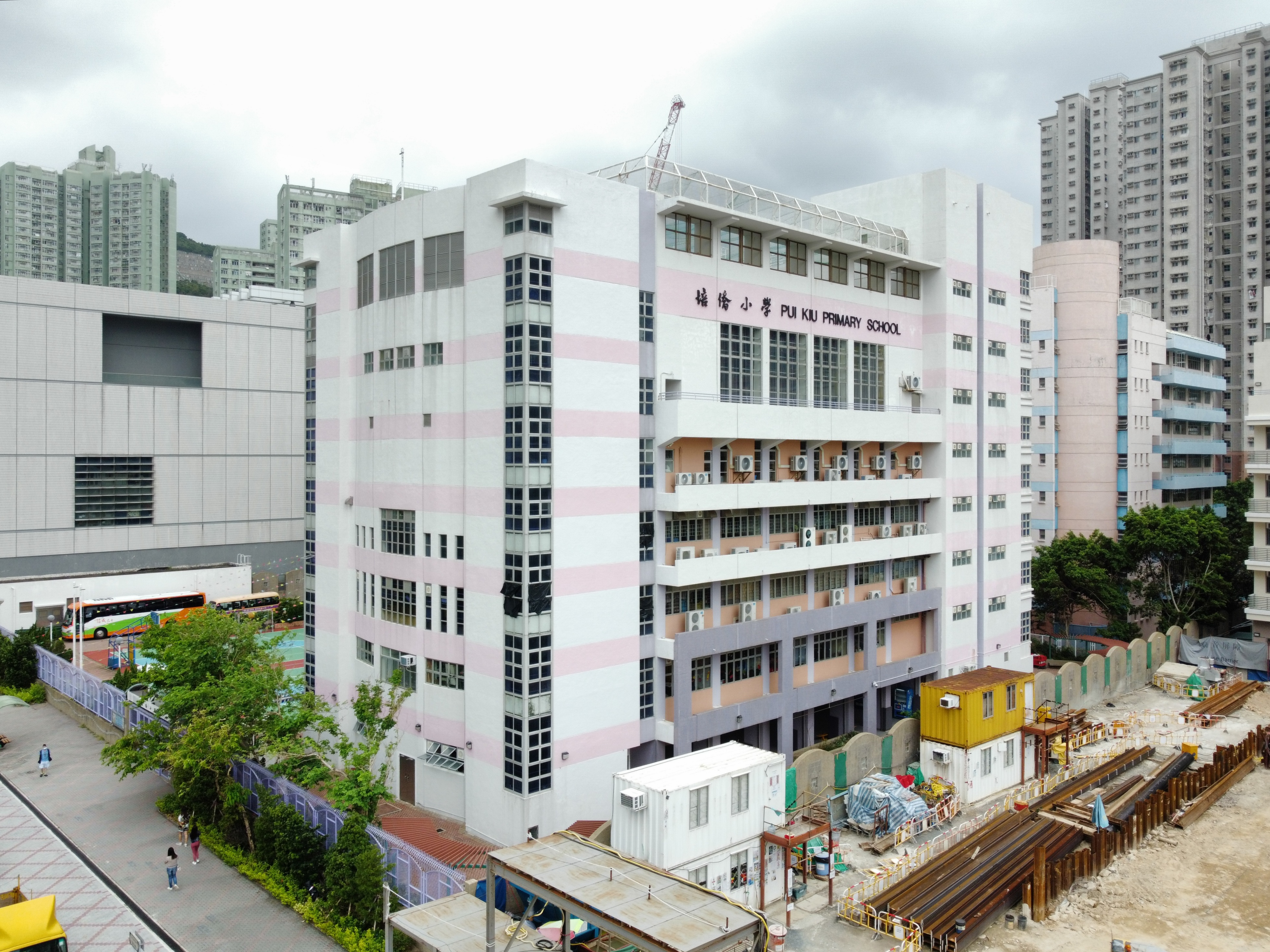

此校為一座30班標準千禧校舍，設施如下：
- 30個課室
- 8個特別室
  - 1個常識室
  - 2個音樂室
  - 2個電腦室
  - 1個美術室
- 1個圖書館
- 1個禮堂
- 3個操場
- 1個有蓋操場

## 班級結構
全校共有30班，每級五班，為A、B、C、D、E。每一個年級有兩至三班為「普通話班」（即採用普通話教授中國語文），其餘班為「粵語班」；英語閱讀課上安排外籍老師輔導學生學習。另外，每天設有「班主任課」，部分班級實施「雙班主任制」。

## 聯繫中學
此校與同系的培僑中學及沙田培僑書院（兩者均為直資學校）為聯繫學校，在扣除後者「一條龍」升讀中一的學額後，尚有25%名額預留予此校小六學生。

## 培僑之歌
培僑像一個春天的花園，
集合著一群優秀的兒女，
在暴風雨的時代，我們像一群海燕。
啊！培僑，你是青年的燈塔，
你指引年青的一代，
走上民主科學的大道。
啊！培僑，我們永遠年青，
我們永遠前進，新中國的建設，
靠我們青年的力量！

## 著名/傑出校友
- 丁子朗：香港男演員
- 蕭呈謙：《聲夢傳奇2》參賽者
- 蔡子泱：香港著名男藝人

## 交通
巴士
專線小巴